# Salvador na Letních olympijských hrách 2008
Salvador se účastnil Letních olympijských her 2008 a zastupovalo ho 11 sportovců v 9 sportech (4 muži a 7 žen). Vlajkonošem výpravy byla salvadorská reprezentantka ve vzpírání Eva Dimas. Nejmladším z týmu byl Mario Contreras, kterému v době konání her bylo 21 let. Nejstarší z týmu byla Eva Dimas, které bylo v době konání her 35 let. Nikomu z výpravy se během her nepodařilo získat medaili.

## Disciplíny

### Atletika
V atletice Salvador reprezentoval chodec Salvador Mira a chodkyně Verónica Colindres. Pro oba byl start v Pekingu jejich olympijským debutem. Colindres nastoupila do ženského závodu v chůzi na 20 km, který se konal 21. srpna  2008. Závod dokončila ve svém nejlepším čase sezony 1:36:52 a celkově obsadila 38. místo. Za vítězkou Olgou Kaniskinovou zaostala o 10:21. Salvador Mira nastoupil do závodu v chůzi mužů na 50 km 22. srpna 2008, ale byl během závodu diskvalifikován.
| Sportovec          | Disciplína         | Fínále     | Fínále |
| Sportovec          | Disciplína         | Čas        | Pořadí |
| ------------------ | ------------------ | ---------- | ------ |
| Salvador Mira      | Chůze 50 km – muži | DSQ        | DSQ    |
| Sportovkyně        | Disciplína         | Fínále     | Fínále |
| Sportovkyně        | Disciplína         | Čas        | Pořadí |
| Verónica Colindres | Chůze 20 km – ženy | 1:36:52 SB | 38.    |

### Cyklistika

#### Silniční cyklistika
| Sportovec                | Disciplína                       | Čas | Pořadí |
| ------------------------ | -------------------------------- | --- | ------ |
| Mario Wilfredo Contreras | Závod s hromadným startem – muži | DNS | DNS    |

#### Dráhová cyklistika
| Sportovkyně   | Disciplína                       | Kvalifikace | Kvalifikace | Semifinále   | Semifinále   | Finále       | Finále       |
| Sportovkyně   | Disciplína                       | Čas         | Pořadi      | Soupeřka     | Pořadi       | Soupeřka     | Pořadi       |
| ------------- | -------------------------------- | ----------- | ----------- | ------------ | ------------ | ------------ | ------------ |
| Evelyn García | Stíhací závod jednotlivci – ženy | 3:56.849    | 13.         | nepostoupila | nepostoupila | nepostoupila | nepostoupila |
| Sportovkyně   | Disciplína                       | Body        | Body        | Kola         | Kola         | Pořadí       | Pořadí       |
| Evelyn García | Bodovací závod 25 km – ženy      | 0           | 0           | 0            | 0            | 16.          | 16.          |

### Judo
V judu Salvador zastupoval jediný sportovec Franklin Cisneros. Pro něj byla v jeho 24 letech účast na hrách v Pekingu olympijským debutem. Do závodu ve váhové kategorií mužů do 81 kg nastoupil 12. srpna 2008 proti americkému judistovi Travisi Stevensovi, kterému v zápase trvajícím 3:13 podlehl a do další fáze soutěže nepostoupil. Celkově se umístil na sdíleném 21. místě.
| Sportovec         | Disciplína    | Základní kolo | 1/32                            | 1/16        | Čtvrtfinále | Semifinále  | Opravy 1    | Opravy 2    | Opravy 3    | Finále/Bronzová medaile | Pořadí |
| Sportovec         | Disciplína    | Soupeř        | Soupeř                          | Soupeř      | Soupeř      | Soupeř      | Soupeř      | Soupeř      | Soupeř      | Soupeř                  | Pořadí |
| ----------------- | ------------- | ------------- | ------------------------------- | ----------- | ----------- | ----------- | ----------- | ----------- | ----------- | ----------------------- | ------ |
| Franklin Cisneros | Muži do 81 kg | Bye           | Travis Stevens PROHRA 0000–1011 | nepostoupil | nepostoupil | nepostoupil | nepostoupil | nepostoupil | nepostoupil | nepostoupil             | = 21.  |

### Plavání
V plavání měl Salvador na hrách v Pekingu zastoupení pouze v ženské části soutěže. Pro 25letou Goldu Marcusovou byl start v Pekingu po hrách v Athénách její druhou olympijskou účastí. Startovala ve dvou závodech a to na 400 m volným způsobem a na 800 m volným způsobem. Jako první se konal závod na kratší vzdálenost do kterého Marcusová nastoupila 10. srpna 2008 do druhé rozplavby. Zaplavala čas 4:23,50 a skončila na posledním místě a do semifinále nepostoupila. Celkově se umístila na 39. místě.
Závod žen na 800 m volným způsobem se konal 14. srpna. Marcusová do něho nastoupila v první rozplavbě a zaplavala čas 8:51,21 se kterým skončila na druhém místě. Celkově však čas stačil až na 32. místo a Marcusová do další fáze závodu nepostoupila.
| Sportovkyně     | Disciplína                | Rozplavba | Rozplavba | Semifinále   | Semifinále   | Finále       | Finále       | Pořadí |
| Sportovkyně     | Disciplína                | Čas       | Pořadí    | Čas          | Pořadí       | Čas          | Pořadí       | Pořadí |
| --------------- | ------------------------- | --------- | --------- | ------------ | ------------ | ------------ | ------------ | ------ |
| Golda Marcusová | 400 m volný způsob – ženy | 4:23,50   | 7.        | nepostoupila | nepostoupila | nepostoupila | nepostoupila | 39.    |
| Golda Marcusová | 800 m volný způsob – ženy | 8:51,21   | 2.        | nepostoupila | nepostoupila | nepostoupila | nepostoupila | 32.    |

### Střelba
Ve střelbě zemi reprezentovala Luisa Maida a to ve dvou střeleckých soutěžích, ve střelbě ze vzduchové pistole na 10 m a ve střelbě z pistole na 25 m. Pro Maidu to byl v jejích 28 letech druhý olympijský start poté co debutovala v roce 2000 v Sydney. V Pekingu do prvního závodu nastoupila 10. srpna 2008 do kvalifikace ve střelbě ze vzduchové pistole na 10 m. Se ziskem 375 bodů se umístila na 34. místě a do finále nepostoupila.
Podruhé do bojů zasáhla 13. srpna 2008 v disciplíně střelby z pistole na 25 m. Během kvalifikace zaznamenala výsledek 582 bodů a z 6. místa postoupila do finále, které se konalo ve stejný den. Ve finálové střelbě přidala k předchozímu bodovému zisku 192 bodů a s konečným výsledkem 774 bodů se ve finále umístila na posledním místě a celkově tak skončila osmá.
| Sportovkyně | Disciplína                       | Kvalifikace | Kvalifikace | Finále       | Finále       |
| Sportovkyně | Disciplína                       | Body        | Pořadí      | Body         | Pořadí       |
| ----------- | -------------------------------- | ----------- | ----------- | ------------ | ------------ |
| Luisa Maida | Vzduchová pistole na 10 m – ženy | 375         | 34.         | nepostoupila | nepostoupila |
| Luisa Maida | Pistole na 25 m – ženy           | 582         | 6.          | 774,0        | 8.           |

### Tenis
| Sportovec      | Disciplína     | 1/64                               | 1/32                          | 1/16        | Čtvrtfinále | Semifinále  | Finále/Bronzová medaile | Pořadí      |
| Sportovec      | Disciplína     | Soupeř                             | Soupeř                        | Soupeř      | Soupeř      | Soupeř      | Soupeř                  | Pořadí      |
| -------------- | -------------- | ---------------------------------- | ----------------------------- | ----------- | ----------- | ----------- | ----------------------- | ----------- |
| Rafael Arévalo | Dvouhra – muži | Lee Hyung-taek VÝHRA 4–6, 6–3, 6–4 | Roger Federer PROHRA 2–6, 4–6 | nepostoupil | nepostoupil | nepostoupil | nepostoupil             | nepostoupil |

### Veslování
| Sportovkyně          | Disciplína  | Rozjížďka | Rozjížďka | Čtvrtfinále | Čtvrtfinále | Semifinále | Semifinále | Finále  | Finále |
| Sportovkyně          | Disciplína  | Čas       | Pořadí    | Čas         | Pořadí      | Čas        | Pořadí     | Čas     | Pořadí |
| -------------------- | ----------- | --------- | --------- | ----------- | ----------- | ---------- | ---------- | ------- | ------ |
| Camila Vargas Palomo | ženský skif | 8:32,06   | 3. QF     | 8:11,79     | 5. SC/D     | 8:22,79    | 4. FD      | 8:02,91 | 22.    |

### Vzpírání
| Sportovkyně | Disciplína     | Trh      | Trh    | Nadhoz   | Nadhoz | Dohromady | Pořadí |
| Sportovkyně | Disciplína     | Výsledek | Pořadí | Výsledek | Pořadí | Dohromady | Pořadí |
| ----------- | -------------- | -------- | ------ | -------- | ------ | --------- | ------ |
| Eva Dimas   | Ženy nad 75 kg | 105      | 9.     | 127      | DNF    | 105       | DNF    |

### Zápas
| Sportovkyně    | Disciplína                 | Kvalifikace | 1/16                      | Čtvrtfinále                    | Semifinále   | Oprava 1     | Oprava 2     | Finále/Bronzová medaile | Pořadí |
| Sportovkyně    | Disciplína                 | Soupeř      | Soupeř                    | Soupeř                         | Soupeř       | Soupeř       | Soupeř       | Soupeř                  | Pořadí |
| -------------- | -------------------------- | ----------- | ------------------------- | ------------------------------ | ------------ | ------------ | ------------ | ----------------------- | ------ |
| Íngrid Medrano | Volný styl – ženy do 48 kg | Bye         | Estera Dobre VÝHRA 3–1 PP | Tatiana Bakatjuk PROHRA 0–3 PO | nepostoupila | nepostoupila | nepostoupila | nepostoupila            | 9.     |